# Lendvai-ház
A Lendvai-ház a kolozsvári Unió utca 7. sz. alatti műemlék épület. A romániai műemlékek  jegyzékében a CJ-II-m-B-07400 sorszámon szerepel.

## Leírása
A 18. századi klasszicista épület az átépítések és a második emelet ráépítése következtében elvesztette eredeti arculatát. Figyelemre méltóak az első emeleti ablak feletti indadíszek. Itt nyitotta meg úridivat-üzletét Bukovszky Lajos férfiszabó. A hirdetésében foglaltak szerint igencsak keresett lehetett Klaszovitt Gyötgy „szíj- és nyereggyártó, bőrönd, táskák és bőráru készítő egyedüli műhelye Erdélyben”, ahol a nyeregszerelvények mellett „vadász- és lovaglógamasni”-t is lehetett kapni.